# 达尔希克马特大学
达尔希克马特大学是沙特阿拉伯吉达的一所私立非营利性高等教育机构。课程以英语授课。该大学于1999年9月经沙特教育部批准成立。该校于2014年1月获得大学地位。
达尔希克马特大学由三个主要学院组成：希克马特商学院和法学院，工程、计算机和设计学院，教育、健康和行为科学学院。该大学为男女学生提供七个不同专业的硕士学位。大学提供的学位课程是与国际大学合作开发的，获得了沙特教育部的全面许可和认可。

## 学术认证
2017年，达尔希克马特大学第二次获得国家学术认证与评估中心颁发的NCAAA（National Center for Academic Accreditation and Assessment）认证。

## 历史
达尔希克马特大学是Al-Elm基金会的一个开创性项目，经过近四年的精心规划和成功实施，于1999年成立，其目标是通过沙特阿拉伯王国的学院和大学等学术机构提供高等教育设施和服务。所有学位课程的教学语言均为英语。
该大学的学术课程由美国德克萨斯州奥斯汀的德克萨斯国际教育联盟 ( Texas International Education Consortium，简称：TIEC) 开发。约有140名专家受聘担任各项目要素小组的成员，以完成开发整体课程、详细课程说明和课程大纲以及实验部分和教科书等信息的任务。
第一年有 120 名学生注册了三个专业：管理信息系统、室内设计和特殊教育。2002 年，已故王储阿卜杜拉国王为第一批毕业生举行了隆重的毕业典礼。

### 社区服务
为了提高人们对社会责任重要性的认识，该大学早在2007年就在沙特阿拉伯的教育机构中率先推出了社区服务计划。每个学生在毕业前都必须完成100个小时的社区服务。

## 学术项目
达尔希克马特大学拥有四所学院，提供15个专业的学士学位和7种不同的硕士学位。
1. 希克马特商学院和法律学院：
银行与金融理学学士学位
会计学理学士
市场营销理学学士学位
人力资本管理理学学士
法律学士
外交与国际关系文学士学位
工商管理硕士
国际关系文学硕士
2. 希克马特工程、计算和设计学院：
网络安全理学学士学位
计算机科学理学学士学位
信息系统理学学士学位
信息系统理学硕士
室内设计文学士学位
时装设计文学士学位
视觉传达文学士学位
建筑学学士
建筑学硕士
3. 希克马特教育、健康和行为科学学院：
心理学理学学士学位
言语、语言和听力科学理学学士学位
言语病理学理学硕士
应用行为分析理学硕士
教育领导硕士

## 校园
达尔希克马特大学位于一座综合建筑内，占地26,500平方米。学术空间包括教室、计算机实验室、科学实验室、教职员工和行政办公室以及图书馆；学生服务和活动包括祈祷室、咨询和职业服务中心、健康服务、娱乐设施、办公室、学生俱乐部会议室、休息室和公共休息室、健身房、自助餐厅和一个拥有1200个座位的礼堂。

## 补充阅读
- 沙特阿拉伯大学列表